# Ghironda (torrente)
Il Ghironda è un torrente del basso Appennino bolognese, il principale affluente del torrente Lavino.

## Percorso
Nasce nelle colline del comune di Zola Predosa, a circa 250 metri di altitudine; si dirige poi a nord, entrando in pianura e bagnando la città di Anzola dell'Emilia. Dopo un percorso di 18 km confluisce nel Lavino, a Forcelli di San Giovanni in Persiceto, poco prima che questo si getti nel torrente Samoggia.
Il suo più importante e considerabile affluente è il torrente Podice, che riceve da sinistra poco prima di arrivare ad Anzola.